# 비잔티움 (영화)
《비잔티움》(영어: Byzantium)는 2013년 개봉한 아일랜드의 판타지 스릴러 영화이다. 닐 조단이 감독하고, 시얼샤 로넌, 젬마 아터튼, 샘 라일리와 조니 리 밀러이 출연한다. 영화는 뱀파이어의 어머니와 딸이 다른 뱀파이어들로부터 숨어 호텔로 이사하면서 벌어지는 이야기를 그린다. 이 영화는 2013년 4월 아일랜드 영화 기관에서 초연 되었으며 다음 달 상업적으로 개봉되었다. 전반적으로 긍정적인 평가를 받았다.

## 출연

### 주연
- 시얼샤 로넌
- 젬마 아터튼

### 조연
- 조니 리 밀러
- 샘 라일리
- 케일럽 랜드리 존스
- 톰 홀랜더
- 다니엘 메이스
- 워렌 브라운
- 투레 린드하르트
- 가브리엘라 마르친코바
- 우리 가브리엘
- 글렌 도허티
- 베리 캐신
- 데이빗 헤프
- 케이트 애쉬필드
- 마리아 도일 케네디
- 제프 매쉬
- 크리스틴 마자노

## 기타
- 프로듀서: 샘 잉글바트
- 프로듀서: 엘리자베스 칼슨
- 프로듀서: 앨런 모로니
- 프로듀서: 스티븐 울리
- 현지프로듀서: 수잔 멀렌
- 미술: 사이몬 엘리어트
- 의상: 콘소라타 보일

## 같이 보기
- 2012년 영화